# Paterna del Río
Paterna del Río – gmina w Hiszpanii, w prowincji Almería, w Andaluzji, o powierzchni 45,48 km². W 2011 roku gmina liczyła 433 mieszkańców.